# Copa Asobal 2007
La XVIII edición de la Copa Asobal se celebró entre el 22 y el 23 de diciembre de 2007, en el Polideportivo Pisuerga de Valladolid.
En ella participaron el Balonmano Valladolid como anfitrión y los tres primeros equipos de la Liga ASOBAL 2006-07, que fueron el Balonmano Ciudad Real, el Portland San Antonio y el Ademar León.
Este campeonato se jugó con la fórmula de eliminación directa (a partido único en semifinales y final), y el emparejamiento de las semifinales se estableció por sorteo puro. El equipo campeón obtuvo una plaza para disputar la Champions League.

## Eliminatorias
|  | Semifinales           | Semifinales           | Semifinales |             |                       | Final                 | Final | Final |  |
|  |                       |                       |             |             |                       |                       |       |       |  |
|  |                       |                       |             |             |                       |                       |       |       |  |
|  | Balonmano Valladolid  | Balonmano Valladolid  | 28          |             |                       |                       |       |       |  |
|  | Balonmano Valladolid  | Balonmano Valladolid  | 28          |             |                       |                       |       |       |  |
|  | Balonmano Ciudad Real | Balonmano Ciudad Real | 34          |             |                       |                       |       |       |  |
|  | Balonmano Ciudad Real | Balonmano Ciudad Real | 34          |             | Balonmano Ciudad Real | Balonmano Ciudad Real | 25    |       |  |
|  |                       |                       |             |             | Balonmano Ciudad Real | Balonmano Ciudad Real | 25    |       |  |
|  |                       |                       | Ademar León | Ademar León | 23                    |                       |       |       |  |
|  | Portland San Antonio  | Portland San Antonio  | Ademar León | Ademar León | 23                    | 27                    |       |       |  |
|  | Portland San Antonio  | Portland San Antonio  |             |             |                       | 27                    |       |       |  |
|  | Ademar León           | Ademar León           | 28          |             |                       |                       |       |       |  |
|  | Ademar León           | Ademar León           | 28          |             |                       |                       |       |       |  |
|  |                       |                       |             |             |                       |                       |       |       |  |

| Castilla-La Mancha                       |
| Campeón Balonmano Ciudad Real 5.º título |